# Cases Josep Vintró
Les cases Josep Vintró són un conjunt d'edificis situats als carrers del Carme, Jerusalem i passatge de la Virreina del Raval de Barcelona.

## Història
Josep Jordà i Santandreu (1779-1834), natural de Berga i fill de Josep Jordà i Bové i Eulàlia Santandreu i Riu, es va establir a Barcelona, on es va dedicar al comerç colonial, i el 1822 va adquirir una casa amb hort al carrer del Carme propietat de l'orde de Sant Joan de Jerusalem. Aquest pròsper negoci fou continuat per la seva vídua Marianna Gelabert, que amb el temps va constituir la societat Vídua de Jordà, Fill i Cia amb l'hereu Josep Jordà i Gelabert, establert posteriorment en solitari.
El 1851, Marianna Gelabert i el seu fill van vendre una part dels terrenys a l'adroguer Josep Vintró i Pla (†1877), natural de Santpedor i casat amb la barcelonina Josepa Pla i Carreras, amb qui va tenir dues filles, Adela i Rosa. Tot seguit, Vintró va demanar permís per a construir un edifici als carrers de Jerusalem, Carme i el passatge de la Virreina, segons el projecte del mestre d'obres Antoni Valls i Galí, i el 1853, va fer construir sengles edificis bessons al costat de l'anterior, obra del mateix autor.
L'escultor Josep Canalias i Vintró, fill d'Adela Vintró i Pla i Joan Canalias i Terri, va néixer el 1876 a l'edifici del carrer de Jerusalem, 32, on el seu pare va demanar permís el 1878 per a construir un traster al terrat, segons el projecte del mestre d'obres Josep Deu i Busquets.
El 1915, l'enginyer Andreu Avel·lí d'Armenteras i Vintró (1866-1926), fill de Rosa Vintró i Pla (vegeu Teatre de Jovellanos) i de Marc d'Armenteras i Arola, va demanar permís per a traspassar la ploma d'aigua de Montcada que abastia les cases del carrer de Jerusalem, 32 i passatge de la Virreina, 8 a aquesta darrera.

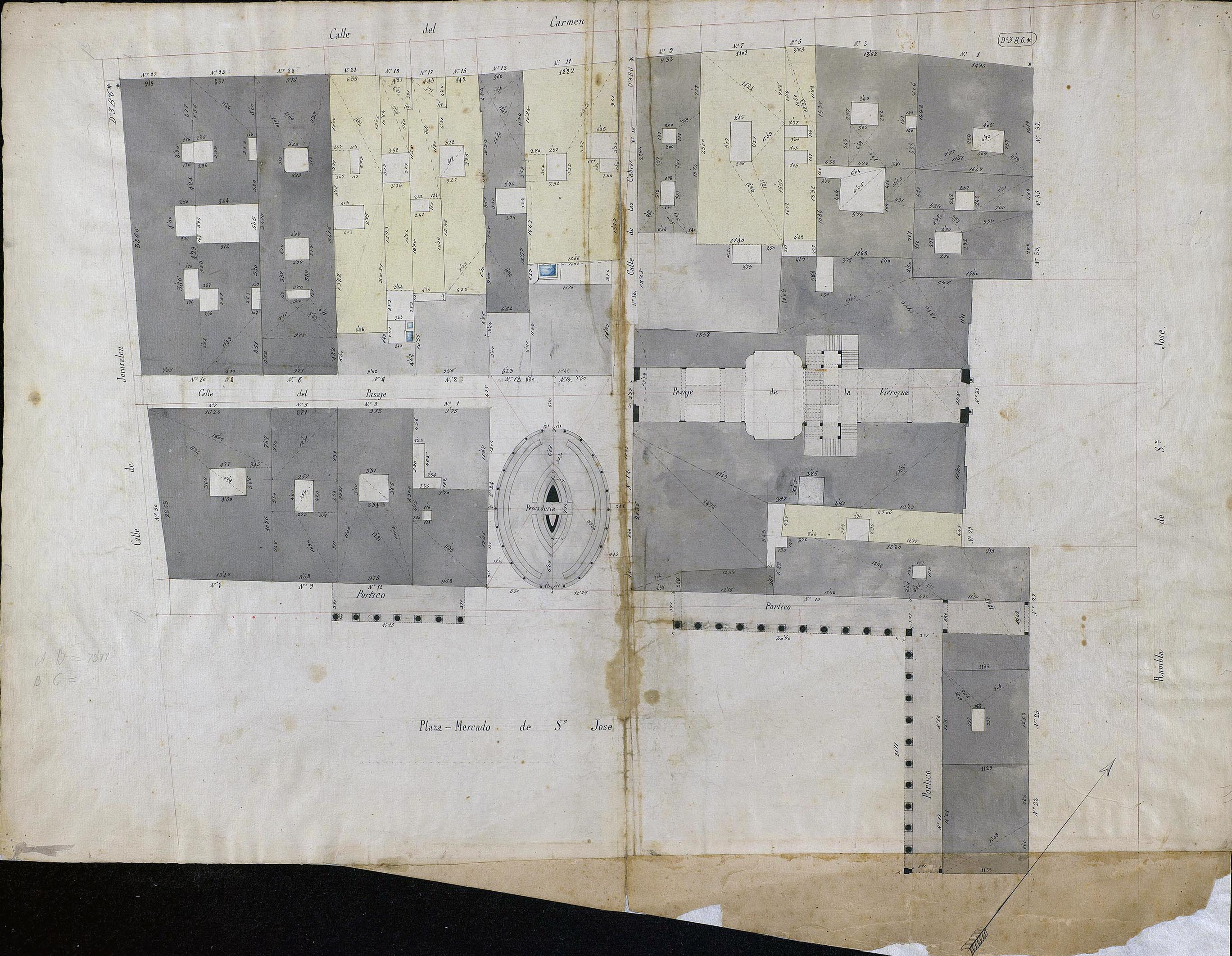
Quarteró núm. 69 de Garriga i Roca (c. 1860)

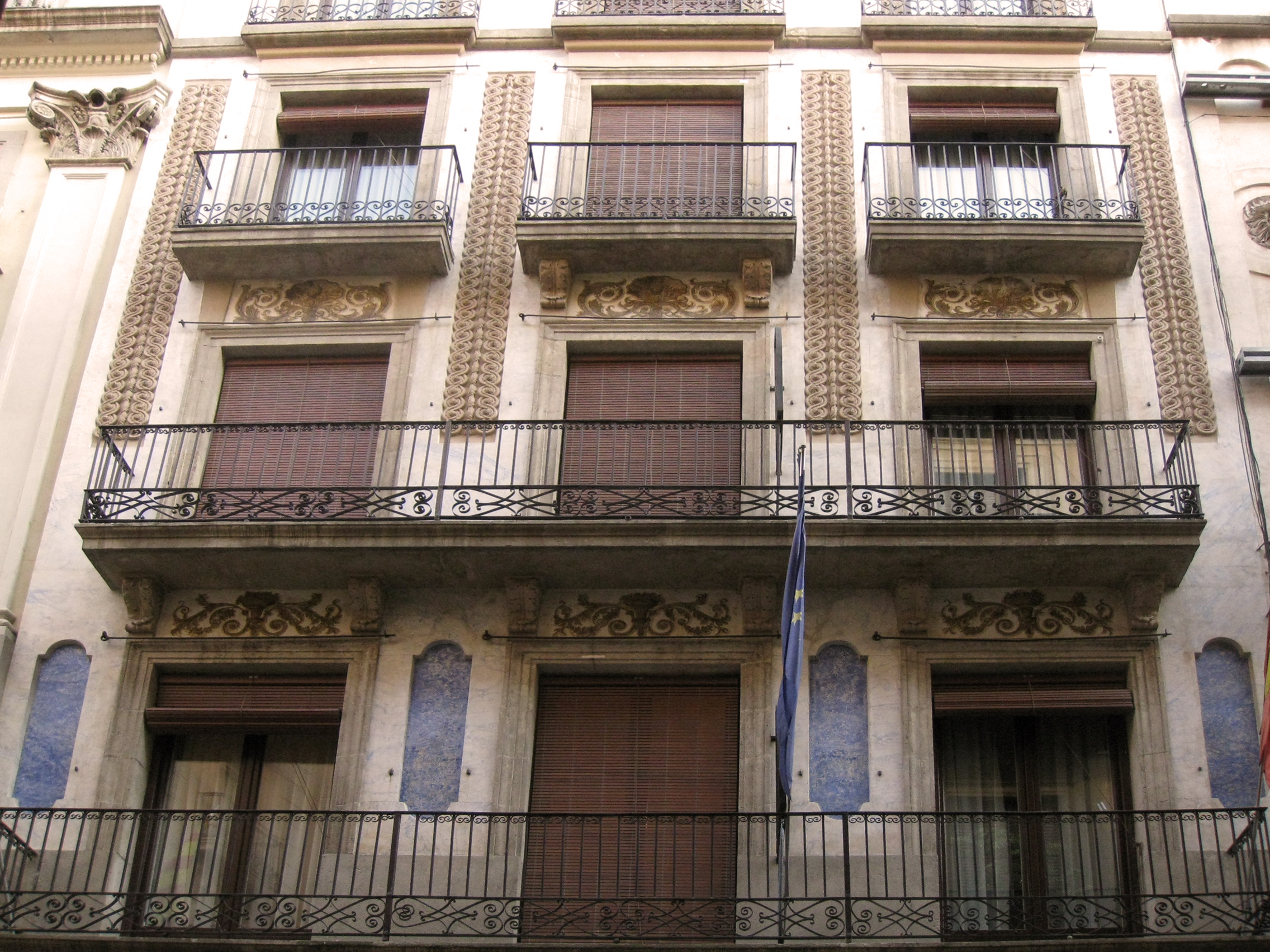
Detall de la façana (Carme, 25)

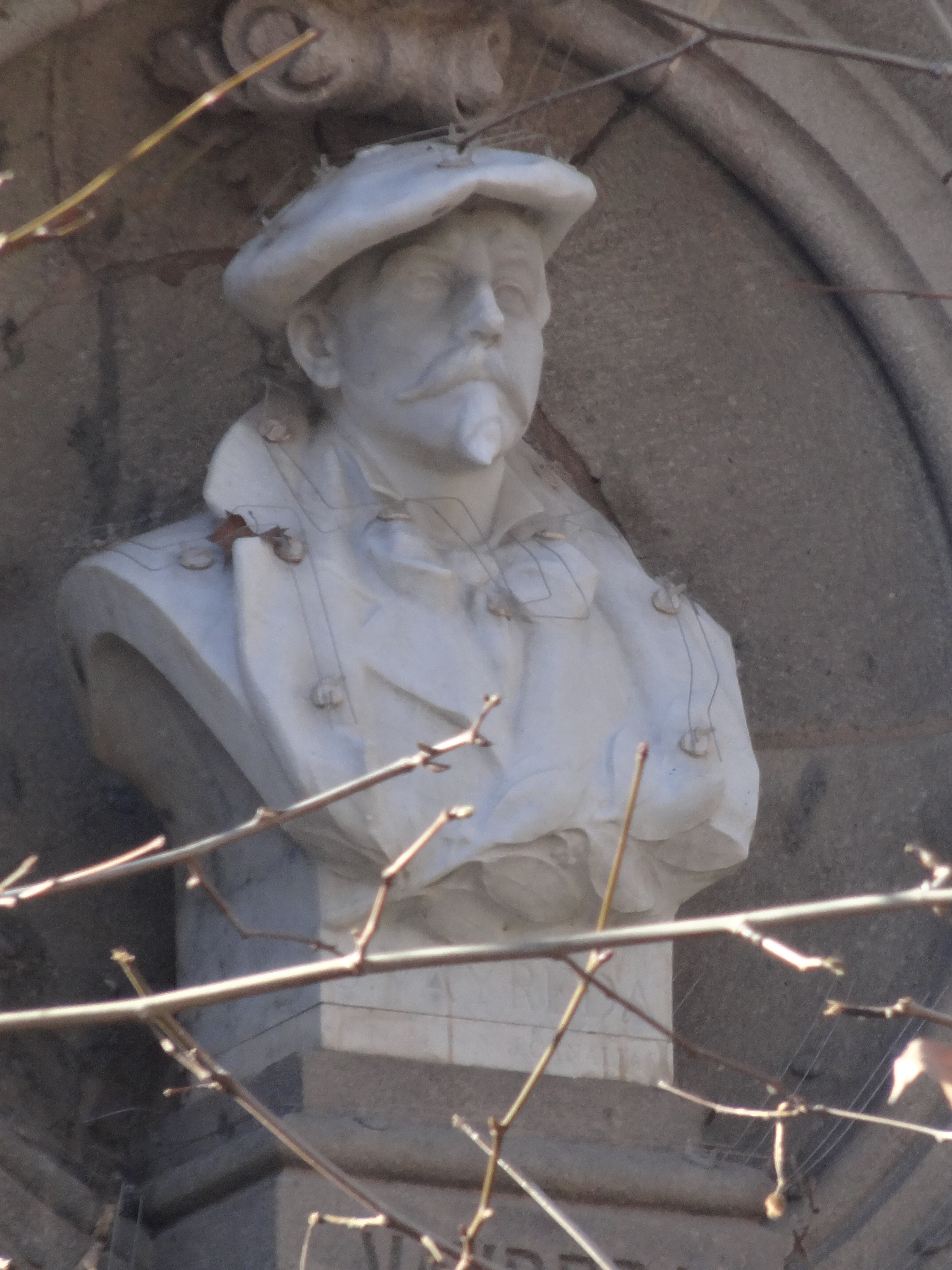
Bust de Joaquim Vayreda, obra de Josep Canalias i Vintró

## Descripció
Es tracta de tres edificis d'habitatges de planta baixa, entresol i quatre pisos; els del carrer del Carme, 25 i passatge de la Virreina, 8 són bessons i estan catalogats com a bé cultural d'interès local, si bé al primer la fitxa del Catàleg li atribueix per error la denominació «Casa Jacint Compte», situada al núm. 53 (antics 25-26) d'aquell carrer.
A la planta baixa hi ha tres obertures d'arc de mig punt adovellades. Els finestrals dels pisos són rectangulars i s'obren a balcons de llosana de pedra i barana de ferro que recolzen sobre mènsules. Els dels dos primers pisos són correguts i els dels dos superiors, individuals. De la façana destaca la diversa decoració que es troba als panys buits de la paret: al primer pis hi ha plafons buits inserits al mur i pintats d'un color blavós; entre el segon i tercer pis un ornament de motius vegetals trenats en franges verticals realitzats en terracota, una decoració habitual en d'altres construccions de l'època a Ciutat Vella. A les sobrellindes del primer pis, entre les mènsules del següent balcó, es situen unes pintures ornamentals de l'època.
El tercer edifici del conjunt és una construcció sobre una parcel·la poc profunda. Les façanes del carrer del Carme i el passatge de la Virreina i els cossos de les cantonades del carrer de Jerusalem segueixen un esquema semblant als altres dos edificis, si bé amb medallons de terracota al segon i tercer, i plafons del mateix material al quart, que es repeteixen al cos central. La reixa sobre la porta d'escala duu la data 1852.